# SS501
SS501 (coréen : 더블에스오공일, prononcé « Double S Five O One »), est un boys band de K-pop sud-coréen formé en 2005 sous le label Daesung Entertainment, plus connu sous le nom de DSP Entertainment.
Le nom du groupe, SS501, signifie « Superstar Singers Five becoming One » : le 5, le 0 et le 1 symbolisent les cinq chanteurs qui ne forment plus qu'un.

## Biographie

### Formation du groupe
Le groupe se forme en 2005, après plusieurs castings.
Kim Hyun-joong est le premier choisi et donc celui qui a reçu l'entraînement le plus long en attendant que les autres membres soient choisis. Park Jung Min est arrivé ensuite, choisi par le directeur de casting en personne. Puis Kim Kyu Jong a été retenu, en même temps que Kim Hyung Jun, qui a auparavant travaillé comme animateur de télévision. Enfin, Heo Young-saeng arrive en dernier après avoir quitté la SM Entertainment.

### 2005: Des débuts prometteurs
Le groupe débute en 2005 avec leur premier single « 경고 » (Warning)
i de la ballade « Never Again » qui les propulse dans le Top 10. Ces chansons, ainsi que le titre « Everything », sont disponibles sur leur premier mini-album SS501. Le groupe connaît très vite le succès et reçoit plusieurs prix lors des Korean Music Awards. L'année qui suit, le groupe est très peu actif en Corée du Sud. En 2006, ils sont de retour avec leur deuxième mini-album intitulé Snow Prince, le single est premier des hit-parades tandis que la chanson « Fighter » figure dans le Top 5. La même année, ils assurent leur tout premier concert, Step Up, puis des concerts à Osaka, au Japon.
Fin 2006, leur premier album intitulé SS501 S.T 01 Now est dans les bacs, avec des titres comme « Unlock », ainsi que « 4 chance » grâce auquel ils gagnent plusieurs mutizen (awards).

### 2007: Début au pays du soleil levant
En 2007, le groupe se lance sur le marché musical nippon. Le fanclub japonais a été créé, sous le nom de « Triple S Japan », en mars 2007, quand les SS501 avaient eu leur premier fan-meeting au Japon. En Corée du Sud, leur fan-club officiel possède 417 000 membres et est nommé « Triple S ». Le premier single au Japon des SS501, intitulé « Kokoro », sort en six versions : une version normale et 5 versions limitées dans lesquelles nous pouvons retrouver les solos de chaque membre. Dès sa sortie, « Kokoro » se place en 5e position dans le classement de l'Oricon. Leur premier album japonais sort quelques mois plus tard.

### 2008: Retour enCorée du Sud
Le 13 mars 2008, SS501 fait son grand retour, après 11 mois d'absence, avec leur troisième single « Déjà vu » au M! Countdown.
Après le succès de leur single Déjà vu, ils commencent la promotion de « A Song Calling For You » puis « A Song Calling For You Remix » qui s'est placé no 1 dans les charts. Le 6 juin 2008 (jour de l'anniversaire du leader), leur dernière performance a lieu au Music Bank car ils doivent continuer leurs activités au Japon.
Après avoir assuré une tournée de plusieurs dates au Japon en été, les SS501 retournent en Corée et sortent un mini-album intitulé Find qui est un cadeau des membres pour leurs fans. Ce mini-album se place très rapidement au Top des charts le jour de sa sortie.
Quelques mois plus tard, le leader, Kim Hyun-joong, est sélectionné pour jouer Yoon Ji Hoo dans l'adaptation coréenne du drama japonais Hana yori dango, intitulé Boys Over Flowers. La série compte en tout 25 épisodes. Kim Hyun-joong fut sélectionné pour ce rôle car sa personnalité est proche de celle de Ji Hoo, et il a été choisi grâce à sa présence dans le show TV We Got Married, où il a joué le rôle d'un jeune homme venant tout juste de se marier, la jeune fille est d'ailleurs interprétée par la chanteuse Hwangbo.

### Fin 2008 - début 2009

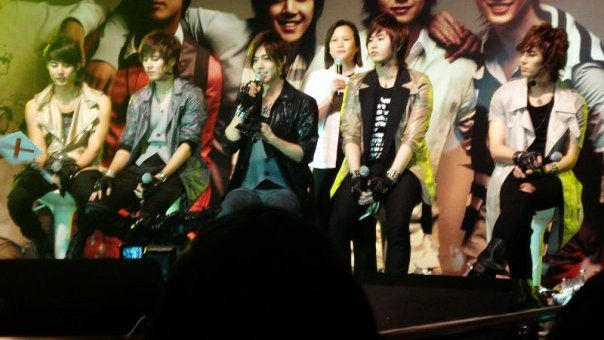

Le 2 octobre 2008, une annonce officielle affirme que Kim Hyun-joong jouera dans Boys Over Flowers. Comme Kim Hyun-joong et Park Jung Min sont occupés (Hyun-joong avec la série dramatique & Jung Min avec la comédie musicale Grease), le deuxième album coréen du groupe est repoussé à juillet 2009. Les trois membres restant, Young Saeng, Kyu Jong et Hyung Jun, forment donc une sous-unité appelée « Triple S », mais ce nom fut abandonné car ils pensent n'être que 5 membres ne faisant plus qu'un, peu importe les conséquences. Ils continuent donc sous le nom de SS501 et sortent le 25 novembre 2008 un mini-album intitulé Ur Man. Le trio SS501 remporte plusieurs trophées (les premiers trophées de l'année 2009).
Ayant terminé la promotion de Ur Man, ils se consacrent à celle de Because I'm stupid, bande originale de Boys Over Flowers. Cette chanson est très bien accueillie par les netizens à la suite du succès de la série.
Leur second album japonais intitulé All My Love est sorti le 13 mai 2009, se plaçant à la cinquième place de l'Oricon Chart.
Le groupe, avec ses 5 membres, ont fait leur retour aux alentours de juillet/août 2009, avec leur second album coréen. Ils assurent par la même occasion leur premier Asia Tour, incluant 10 pays, dont le Japon, la Corée du Sud, la Chine, Taïwan, Thaïlande, Malaisie, etc. La sortie du second album a cependant été repoussée pour septembre 2009.

### Juin 2010: Arrêt du contrat avec la DSP Entertainment
En juin 2010, à cause de l'expiration du contrat du groupe avec la DSP Entertaiment, les SS501 doivent se séparer. Tous les membres ont par la suite signé des contrats avec d'autres labels (Kim Kyu Jong et Heo Young Saeng avec la B2M, Kim Hyun-joong avec KeyEast Entertainment, Kim Hyung Jun avec la S+ Entertainment et Park Jung Min  avec CNR Media), et poursuivent donc chacun une carrière solo, mais les cinq membres promettent de tout faire pour maintenir les activités du groupe.

### 2012: Comeback
Kim Hyun-joong, le leader, a annoncé lors d'une interview début 2012 que le groupe sera de retour avec une tournée et un nouvel album en fin d'année.
En raison du service militaire de Kyu Jong, le comeback est repoussé à plus tard, aucune date fixe n'a été révélée.

## Fan-club
Le fan-club de SS501 était créé le 18 décembre 2005. Il s'est nommé "Triple S (SSS)" qui signifie "Super Star Supports" et la couleur des "Triple S" était le vert. Ils sont également connus par "Green peas" parce qu'ils sont comme les pois. Les membres de SS501 ont écrit une chanson intitulée «Green peas» pour exprimer leurs émotions à ses fans.

## SS501 se réunissent au dernier concert de Heo Young Saeng
Révélation pour la première fois depuis plusieurs années, les membres du groupe SS501 se sont réunis au concert exclusif de Heo Young Saeng le 26 octobre 2013. Ce sera la première fois que les 5 membres se réuniront ensemble en public depuis leurs activités promotionnelles DESTINATION d’il y a 3 ans.

## Membres

### Kim Hyun-joong
Kim Hyun-joong (김현중) est le leader du groupe et assure également une carrière d'acteur, en particulier avec son rôle dans la série romantique Playful Kiss
- Nom : Hangeul : 김현중 ; Hanja : 金賢重 | Kim Hyun-joong
- Date de naissance : 6 juin 1986 (38 ans)
- Lieu de naissance : Séoul, Corée du Sud
- Taille : 183 cm
- Groupe Sanguin : B
- Profession(s) : musicien, danseur, chanteur, acteur, mannequin.

### Heo Young-saeng
Heo Young Saeng (허영생) est considéré comme le principal chanteur vocal du groupe. Il est également leader du sous-groupe de SS501, qui est composée également de Kyu Jong et Hyung Jun.
- Nom : Hangeul : 허영생 ; Hanja : 許永生 | Heo Young Saeng
- Date de naissance : 3 novembre 1986
- Lieu de naissance : District de Gochang, Corée du Sud
- Taille : 180 cm
- Groupe Sanguin : O
- Profession(s) : Chanteur, danseur.

### Kim Kyu Jong
Kim Kyu Jong (김규종) est également un chanteur vocal du groupe. Il fait également partie de la sous-division de SS501 avec Young Saeng et Hyung Jun. Il a été le seul membre du groupe à être sélectionné après avoir passé une audition.
- Nom : Hangeul : 김규종 ; Hanja : 金圭鐘 | Kim Kyu Jong
- Date de naissance : 24 février 1987 (38 ans)
- Lieu de naissance : Jeonju, Corée du Sud
- Taille : 183 cm
- Groupe Sanguin : A
- Profession(s) : danseur, chanteur, mannequin.

### Park Jung Min
Park Jung Min (박정민) est un chanteur du groupe et est connu comme étant le plus charismatique.
- Nom : Hangeul : 박정민 ; Hanja : 朴政珉 | Park Jung Min
- Date de naissance : 3 avril 1987 (37 ans)
- Lieu de naissance : Séoul, Corée du Sud
- Taille : 185 cm
- Groupe Sanguin : O
- Profession(s) : danseur, chanteur, mannequin, acteur.

### Kim Hyung Jun
Kim Hyung Jun (김형준) est le plus jeune chanteur du groupe (maknae). Il est le « middle high vocal » et compose aussi des chansons. Il fait également partie de la sous-division des SS501 avec Young Saeng et Kyu Jong. Son petit frère Kibum est un ex-membre du boys band U-KISS.
- Nom : Hangeul : 김형준 ; Hanja : 金亨俊 | Kim Hyung Jun
- Date de naissance : 3 août 1987 (37 ans)
- Lieu de naissance : Séoul, Corée du Sud
- Taille : 183 cm
- Groupe Sanguin : O
- Profession(s) : danseur, chanteur, acteur, mannequin.

## Discographie

### Corée du Sud
| Nombres d'albums | Informations | Liste des titres |
| ---------------- | --- | --- |
| 1er              | SS501 - Sortie : 5 juin 2005 - Label : DSP Entertainment - Format : Mini-album                                                                                                | 1. 경고 (Warning) 2. Passion 3. Never Again 4. Take U High 5. Everything 6. Everything (instrumental) |
| 2e               | Snow Prince - Sortie : 5 décembre 2005 - Label : DSP Entertainment - Format : Mini-album                                                                                      | 1. 하얀사람 (White Person) (3:21) 2. My Girl (4:17) 3. Snow Prince (3:24) 4. In Your Smile (3:34) 5. Fighter (3:33) |
| 3e               | SS501 S.T 01 Now - Sortie : 10 novembre 2006 - Label : DSP Entertainment - Format : Album studio                                                                              | 1. Existence 2. 4Chance 3. Unlock 4. Again 5. Stand By Me 6. Sky 7. Coward 8. Man 9. Hana 10. Confession (Clumsy Proposal) 11. Bye Bye 12. Radio Star 13. Wings of the World 14. Warning (Remix) 15. Unlock (édition Heavy feat. 김세황) (Hidden Track) |
| 4e               | Déjà Vu - Sortie : 13 mars 2008 - Label : DSP Entertainment - Format : Mini-album                                                                                             | 1. Déjà Vu (3:32) 2. A Song Calling for You (3:41) 3. Destiny (3:12) |
| 5e               | Find - Sortie : 24 juillet 2008 - Label : DSP Entertainment - Format : Mini-album                                                                                             | 1. 너와 숨쉬다 (Breathing For You - intro) 2. 넌나의천국 (You Are My Heaven) - MBC We Got Married, bande originale 3. Find 4. 고맙다 (Thank You) (Kim Hyun-joong solo) - MBC We Got Married, bande originale 5. 넌나의천국 (You Are My Heaven - instrumental) 6. Find (instrumental) 7. 사랑해X5 (I Love You X 5) 8. 고맙다 (Thank You) (version acoustique) |
| 6e               | Ur Man (album spécial) - Sortie : 21 novembre 2008 - Label : DSP Entertainment - Format : Mini-album - Artistes : « Triple S » : Heo Young Saeng, Kim Kyu Jong, Kim Hyung Jun | 1. Want It - écrite par Kim Hyung Jun (H&B) 2. Ur Man 3. The One - écrite par Kim Hyung Jun (H&B) 4. 사랑인거죠 (Is It Love?) (Heo Young Saeng solo) - composée et écrite par Heo Young Saeng 5. Never Let You Go (Kim Kyu Jong solo) - écrite par Kim Kyu Jong 6. I Am (Kim Hyung Jun solo) - écrite par Kim Hyung Jun (H&B)                                |
| 7e               | Solo Collection - Sortie : 21 juillet 2009 - Label : DSP Entertainment - Format : Mini-album                                                                                  | 1. 제발 잘해줘 (Please, Be Nice to Me) - Kim Hyun-joong solo 2. 이름없는 기억 (Nameless Memory) - Heo Young Saeng solo 3. Wuss Up - Kim Kyu Jong solo 4. 하면은 안돼 (If You Can Not) - Park Jung Min solo 5. Hey G - Kim Hyung Jun solo 6. 비겁하지 않겠어 (I Won't Be a Coward)                                                                            |
| 8e               | Rebirth - Sortie : 20 octobre 2009 - Label : DSP Entertainment - Format : Mini-album                                                                                          | 1. Wasteland 2. Love Like This (네게로) 3. 하루만 (Only One Day) 4. Obsess (중독...) - écrite par Kim Hyung Jun 5. 완.두.콩. (Green Peas) |
| 9e               | Destination - Sortie : 24 mai 2010 - Label : DSP Entertainment - Format : Mini-album                                                                                          | 1. Let Me Be The One (그게 나라고..) 2. Love Ya 3. Crazy 4 U 4. Until Forever (영원토록) - écrite par Heo Young Saeng 5. Let Me Be the One (그게 나라고..) - version acoustique 6. Love Ya (instrumental) |

### Japon
| Nombres d'albums | Informations                                                                                        | Liste des titres |
| ---------------- | --------------------------------------------------------------------------------------------------- | --- |
| 1er              | Kokoro - Sortie : 1er août 2007 - Label : Pony Canyon - Format : Maxi 45 tours                      | 1. Kokoro 2. Be a Star 3. Alice 4. Kokoro (instrumental) 5. Be a Star (instrumental) 6. Alice (instrumental) Édition limitée 1. Rize Up - Kim Hyun-joong solo 2. はじめて見る空だった (Hajimete Miru Sora Datta) - Heo Young Saeng solo 3. 光 (Hikari) - Kim Kyu Jong solo 4. Here - Park Jung Min solo 5. さよならができない (Sayonara ga Dekinai) - Kim Hyung Jun solo |
| 2e               | Distance ~ 君とのキョリ - Sortie : 19 septembre 2007 - Label : Pony Canyon - Format : Maxi 45 tours | 1. Distance ~ 君とのキョリ 2. Gleaming Star 3. Wonderful World 4. Distance ~ 君とのキョリ (instrumental) 5. Gleaming Star (instrumental) 6. Wonderful World (instrumental) |
| 3e               | SS501 - Sortie : 24 octobre 2007 - Label : Pony Canyon - Format : Album studio                      | 1. Live! 2. Distance ~ 君とのキョリ 3. 4Chance (Watch Game) 4. ホンとに好きだった (Honto ni Sukidatta) 5. No Exit Days 6. Again 7. Boundless 8. Butterfly 9. Always and Forever 10. サンセット (Always and Forever) 11. Kokoro |
| 4e               | Lucky Days - Sortie : 18 juin 2008 - Label : Pony Canyon - Format : Maxi 45 tours                   | 1. Lucky Days 2. Summer Blue 3. ホシゾラ (Hoshizora) 4. Lucky Days (instrumental) 5. Summer Blue (instrumental) 6. ホシゾラ (Hoshizora) (instrumental) |
| 5e               | All My Love - Sortie : 13 mai 2009 - Label : Pony Canyon - Format : Album studio                    | 1. メッセージ (Messe-ji) 2. Mermaid... 3. I Want You 4. Lucky days 5. Get Along 6. Promise to Promise 7. Believe in Love 8. Let's Break Away 9. Time of Destiny 10. Lovers 11. 浅い夢の果て (Asai Yume no Hate) 12. トラベラーグライダー (Torabera Guraida) 13. All My Love                                                                                              |

## Concerts et tournées

### Concerts
- Step Up à Séoul, Corée du Sud - 22 juillet 2006
- Step Up à Pusan, Corée du Sud - 5 août 2006
- Step Up à Daegu, Corée du Sud - 12 août 2006
- Concert à Osaka, Japon - 16 & 17 septembre 2006
- Concert à Séoul, Corée du Sud - 27 décembre 2006
- Concert à Tokyo, Japon - 13 & 14 janvier 2007
- Concert à Shanghai, Chine - 17 février 2008
- Concert à Tokyo, Japon - 12 & 13 juillet 2008
- Concert à Osaka, Japon - 16 & 17 juillet 2008
- Concert à Bangkok, Thaïlande - 29 août 2008
- Concert à Los Angeles, Californie, États-Unis - 21 mars 2009
- Concert à Los Angeles, Californie, États-Unis - 9 mai 2009

### Tournées
- Heart to Heart, Sapporo - Japon, 5 septembre 2007
- Heart to Heart, Nagoya - Japon, 10 septembre 2007
- Heart to Heart, Osaka - Japon, 12 septembre 2007
- Heart to Heart, Fukuoka - Japon, 15 septembre 2007
- Heart to Heart, Tokyo - Japon, 18 & 19 septembre 2007

### Asia Tour PERSONA
- 1er Asia Tour PERSONA, Séoul - Corée du Sud, 1er août 2009
- 1er Asia Tour PERSONA, Séoul - Corée du Sud, 2 août 2009
- 1er Asia Tour PERSONA, Tokyo - Japon, 13 août 2009 (deux sessions : une à 13h puis à 19h)
- 1er Asia Tour PERSONA, Taipei - Taïwan, 17 octobre 2009
- 1er Asia Tour PERSONA, Shanghai, 14 novembre 2009
- 1er Asia Tour PERSONA, Hong Kong, 12 décembre 2009
- 1er Asia Tour PERSONA, Bangkok - Thaïlande, 13 février 2010
- 1er Asia Tour PERSONA, Séoul - Corée du Sud, 27 février 2010
- 1er Asia Tour PERSONA, Séoul - Corée du Sud, 28 février 2010

## Récompenses

### Music Show Awards
- 1re Place au M!net Countdown – Never Again – 15 septembre 2005
- 1re Place au M!net Countdown – Snow Prince – 5 janvier 2006
- 1re Place au M!net Countdown – Snow Prince – 19 janvier 2006
- Mutizen Song au SBS Inki Gayo – 4 Chance – 7 janvier 2007
- 1re Place au M!net Countdown – 4 Chance – 18 janvier 2007
- Mutizen Song au SBS Inki Gayo – 4 Chance – 28 janvier 2007
- 1re Place au M!net Countdown – 4 Chance – 1er février 2007
- Mutizen Song au SBS Inki Gayo – 4 Chance – 4 février 2007
- Mutizen Song au SBS Inki Gayo – Déjà Vu – 20 avril 2008
- 1re Place au M!net Countdown - Ur Man - 8 janvier 2009
- Mutizen Song au SBS Inki Gayo – Ur Man – 11 janvier 2009
- 1re Place au M!net Countdown - Ur Man - 15 janvier 2009

### Awards
- Best New Group Award - M!net MKMF, 2005
- Best New Group Award - SBS, 2005
- Best New Group Award - MBC, 2005
- Best Dance Group Award - M!net MKMF, 2006
- Netizen Popular Award - SBS, 2006
- Best 10 New Artist - Golden Disk Awards, Japon, 2008
- Best Asian Artist Award - Asia Song Festival, 2008
- BonSang Award - 18e Seoul Music Award
- HallYu Award - 18e Seoul Music Award